# Cianobacterina
A cianobacterina ou cyanobacterina é um composto químico produzido pela cianobactéria Scytonema hofmanni. É um inibidor da fotossíntese com ação algicida e herbicida.